# Parodia zecheri
Parodia zecheri là một loài thực vật có hoa trong họ Cactaceae. Loài này được R. Vásquez mô tả khoa học đầu tiên năm 1978.